# 保華路 (高雄市)
保華路（Baohua Rd.）為高雄市鳳山區的南北向道路，起端為小港區中安路，末端於保安二街口銜接中崙路，共分為二段，南華一路為分段點。是鳳山區往返小港區桂林地區的重要道路，也是鳳山第77期重劃區的主要道路之一。

## 行經行政區域
- 小港區
- 鳳山區

## 分段
保華路共分為兩個部份：
- 保華一路：南起於中安路，北於南華一路口接保華二路。
- 保華二路：南於南華一路口接保華二路，北止於保安二街口銜接中崙路。

## 沿線設施
（由南至北）
- 保華一路：
  - 鳳山溪中厝橋
  - 迷瑪力慢速壘球場
  - 紅毛港姓楊仔飛鳳宮
- 保華二路：
  - 保安兒童貨櫃主題公園（鳳山公12公園）[2]
  - 高雄市立鳳翔國民中學

## 公共自行車
- 高雄市公共自行車租賃系統：
  - 中安保華一路口：中安路318號(對面)
  - 保安兒童貨櫃主題公園：保華二路/保孝街(西南側)
  - 鳳翔國中：保華二路317號(對面人行道)

## 相關連結
- 高雄市主要道路列表